# Церковь Марадоны
Церковь Марадоны (исп. Iglesia Maradoniana) — аргентинская пародийная религия, основанная в 1998 году группой фанатов легендарного футболиста Диего Марадоны. На данный момент[когда?] адептами движения являются свыше 150 тысяч человек по всему миру.

## История
В 1998 году группа фанатов аргентинского футболиста Диего Марадоны во главе со спортивным журналистом Эрнаном Амесом, отдыхая в одном из баров города Росарио, приняла решение учредить в честь своего кумира конфессию.
В качестве Священного писания нового культа была принята автобиография Марадоны под названием «Я, Диего».

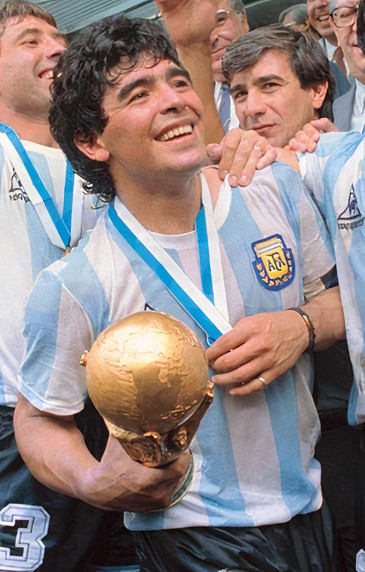
Марадона с Кубком мира, 1986 год

30 октября 2001 года в храме нового культа прошло первое богослужение, в котором приняли участие 500 «прихожан».

## Популярность и реакция в СМИ
Мировую известность пародийной религии принесло состоявшееся в 2007 году венчание мексиканской пары молодоженов, специально для этого приехавшей в Аргентину У последователей движения отсутствует какое-либо официальное место сбора, однако большинство церемоний проводится в стенах пиццерии Pizza Banana в Росарио, куда традиционно приходят около 300 поклонников таланта Марадоны..
О необычной пародийной религии было написано множество материалов в популярных мировых изданиях, включая британскую The Guardian и испанскую Marca.
В 2008 году вышел фильм «Марадона» режиссёра Эмира Кустурицы; значительная часть фильма посвящена «Церкви Марадоны».
Основными праздниками общины считаются 30 октября (Рождество) и 22 июня (Пасха).

## Почетные прихожане
Почётными членами культа являются Карлос Тевес, Лионель Месси, главный тренер «ФК Челси» Маурисио Почеттино и Гари Линекер — игрок национальной сборной Англии на ЧМ-1986.